# Peter Trump
Peter Trump   (Frankenthal, 3 de desembre de 1950) és un jugador d'hoquei sobre herba alemany, ja retirat, que va competir sota bandera de la República Federal Alemanya durant les dècades de 1970 i 1980.
El 1972 va prendre part en els Jocs Olímpics d'Estiu de Munic, on va guanyar la medalla d'or en la competició d'hoquei sobre herba. Quatre anys més tard, als Jocs de Montreal, fou cinquè en la mateixa competició. Entre 1970 i 1985 va disputar 213 partits amb la selecció alemanya.
A nivell de clubs va jugar al TG Frankenthal, amb qui va guanyar el campionat alemany de 1980 i 1983, així com els campionats en pista coberta de 1969, 1977 i de 1980 a 1984. El 1984 també guanyà la Copa d'Europa.
Una vegada retirat va exercir d'entrenador en diversos equips alemanys.